# 이슬주
이슬주(2006년 3월 22일 ~ )는 대한민국의 바둑 기사이다.

## 약력
서울 출신이다. 장수영 바둑도장에서 박병규, 박승화, 이춘규, 박영롱 사범의 바둑 지도를 받았다. 2021년 6월, 제55기 여자입단대회를 통해 김민서, 장은빈과 함께 프로바둑에 입단했다. 2022년 4월, 2022 호반배 서울신문 세계여자바둑패왕전에 한국대표팀으로 참가했다.